# (100586) 1997 LP15
(100586) 1997 LP15 es un asteroide perteneciente al cinturón de asteroides, descubierto el 8 de junio de 1997 por Eric Walter Elst desde el Observatorio de La Silla, Chile.

## Designación y nombre
Designado provisionalmente como 1997 LP15.

## Características orbitales
1997 LP15 está situado a una distancia media del Sol de 2,449 ua, pudiendo alejarse hasta 2,869 ua y acercarse hasta 2,029 ua. Su excentricidad es 0,171 y la inclinación orbital 3,474 grados. Emplea 1400,50 días en completar una órbita alrededor del Sol.

## Características físicas
La magnitud absoluta de 1997 LP15 es 16,2.